# Île Roy
Pour les articles homonymes, voir Roy.
L'île Roy est une île française située sur la Saône en amont de Lyon, partagée entre les communes de Collonges-au-Mont-d'Or et Fontaines-sur-Saône.

## Histoire
En 1785, il y avait quatre îles appelées "Isles de Joussoux" et deux atterrissements de cailloux formant îlots. La plus grande "île Roy" était rattachée à "l'île Fortunée" appartenant aux seigneurs comtes de Lyon. Un grand breteau appelé "Islan" était propriété des habitants de Collonges. Un cours d'eau était entre les deux.
La réunification des quatre îlots a été possible grâce à de petits barrages établis sur les berges ainsi qu'à la culture. En 1841, le gouvernement décide de faire construire une digue submersible.

## Faune
L'île héberge trois espèces animales remarquables: le castor d'Europe, le martin-pêcheur d'Europe et le pigeon colombin.

## Flore
Elle est recouverte d'une grande densité d'arbres tels que l'on en trouve au bord de la Saône et notamment de l'invasif érable negundo.